# SNCF Z 20500
De Z 20500 treinstellen zijn bi-courante dubbeldekker-treinstellen van de Transilien voor personenvervoer per spoor in de regio Île-de-France en rijden op alle netwerken in de regio. Ze vormen de tweede generatie van het Z 2N-materieeltype, na de Z 5600 en Z 8800 treinstellen en voor de Z 20900. Het type is typerend voor regionaal spoorvervoer rond Parijs, ze zijn gebouwd van 1988 tot 1998 en er zijn er 194 van gebouwd genummerd in de Z20500-serie (Z 20501 / 2 tot 20887-8).

## Een bonte verzameling

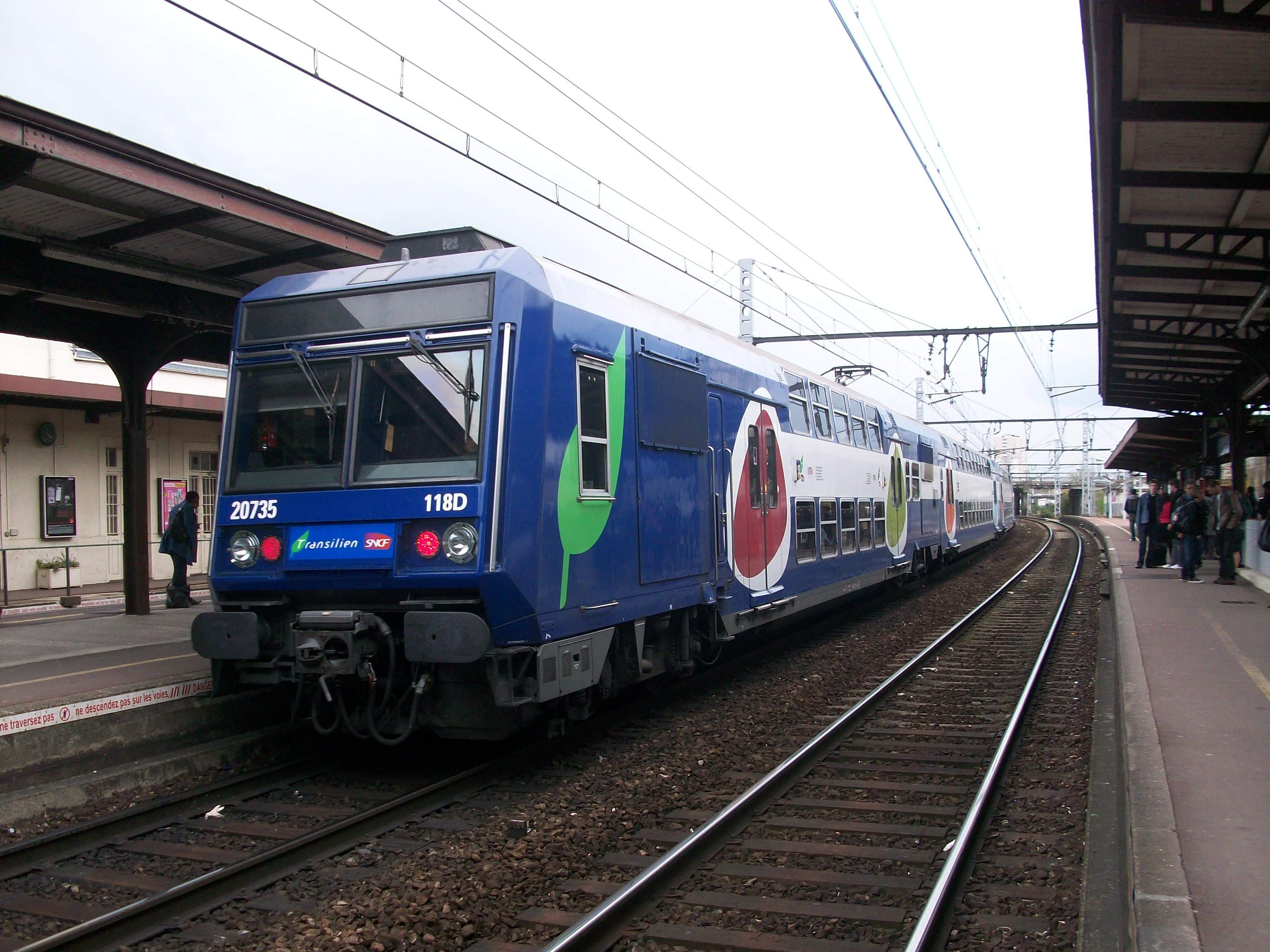
Treinstel 118 doet vandaag dienst op de RER D

Er bestaan meerdere configuraties van wagons binnen dit type trein: '4 wagons-kort', '4 wagons-lang', '5 wagons-kort' en '5 wagons-lang'. Allen hebben een maximumsnelheid van 140 km/h. 

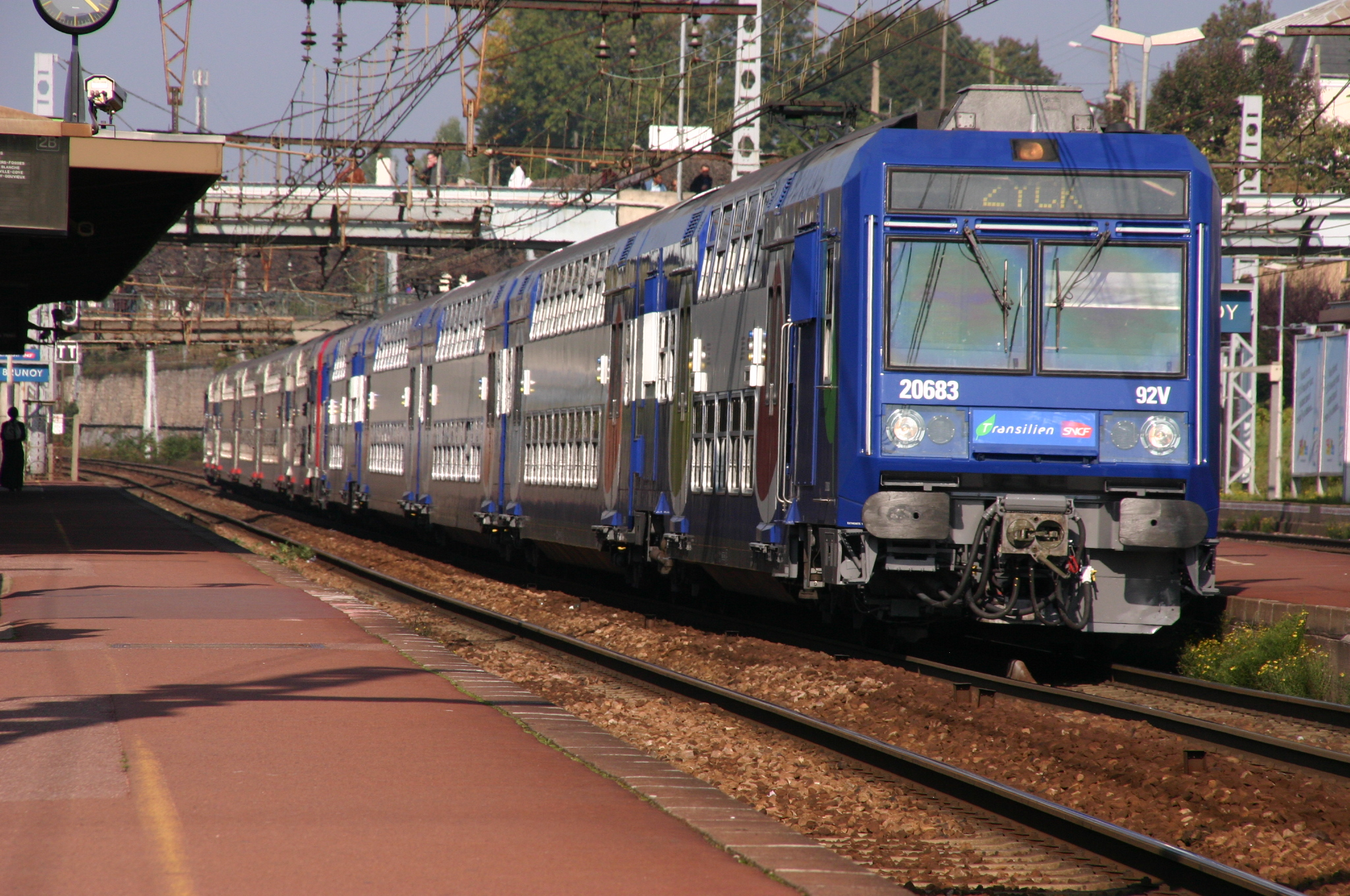
Twee treinstellen razen door het station van Brunoy

| Type          | Zitplaatsen | Lengte       | Gewicht   |
| ------------- | ----------- | ------------ | --------- |
| 4 bakken-kort | 542         | 98,76 meter  | 223,4 ton |
| 4 bakken-lang | 606         | 103,00 meter | 229,0 ton |
| 5 bakken-kort | 714         | 123,04 meter | 264,6 ton |
| 5 bakken-lang | 810         | 129,40 meter | 273,5 ton |

## Diensten
| Lijn      | Diensten                                                                                                 |
| --------- | --- |
| RER C     | Alle diensten                                                                                            |
| RER D     | Alle diensten                                                                                            |
| Trans P   | Parijs - Coulommiers, Parijs - Meaux, Parijs - Chateau-Thierry                                           |
| Trans J L | Parijs - Mantes-la-Jolie via Poissy, Parijs - Mantes-la-Jolie via Conflans, Parijs - Nanterre-Université |
| Trans R   | Alle diensten                                                                                            |

## Mediabestanden

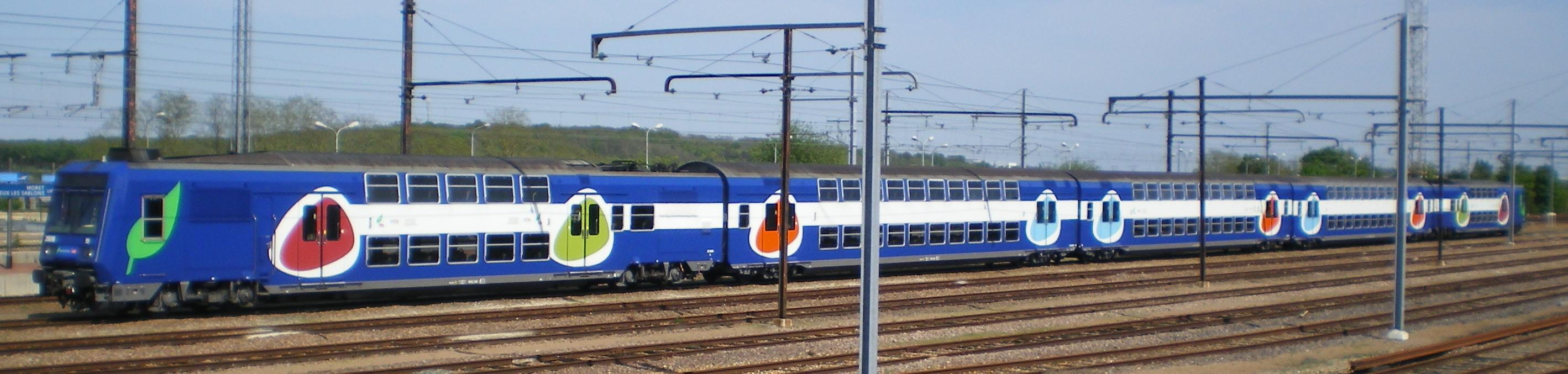
Een Z 20500 in panorama

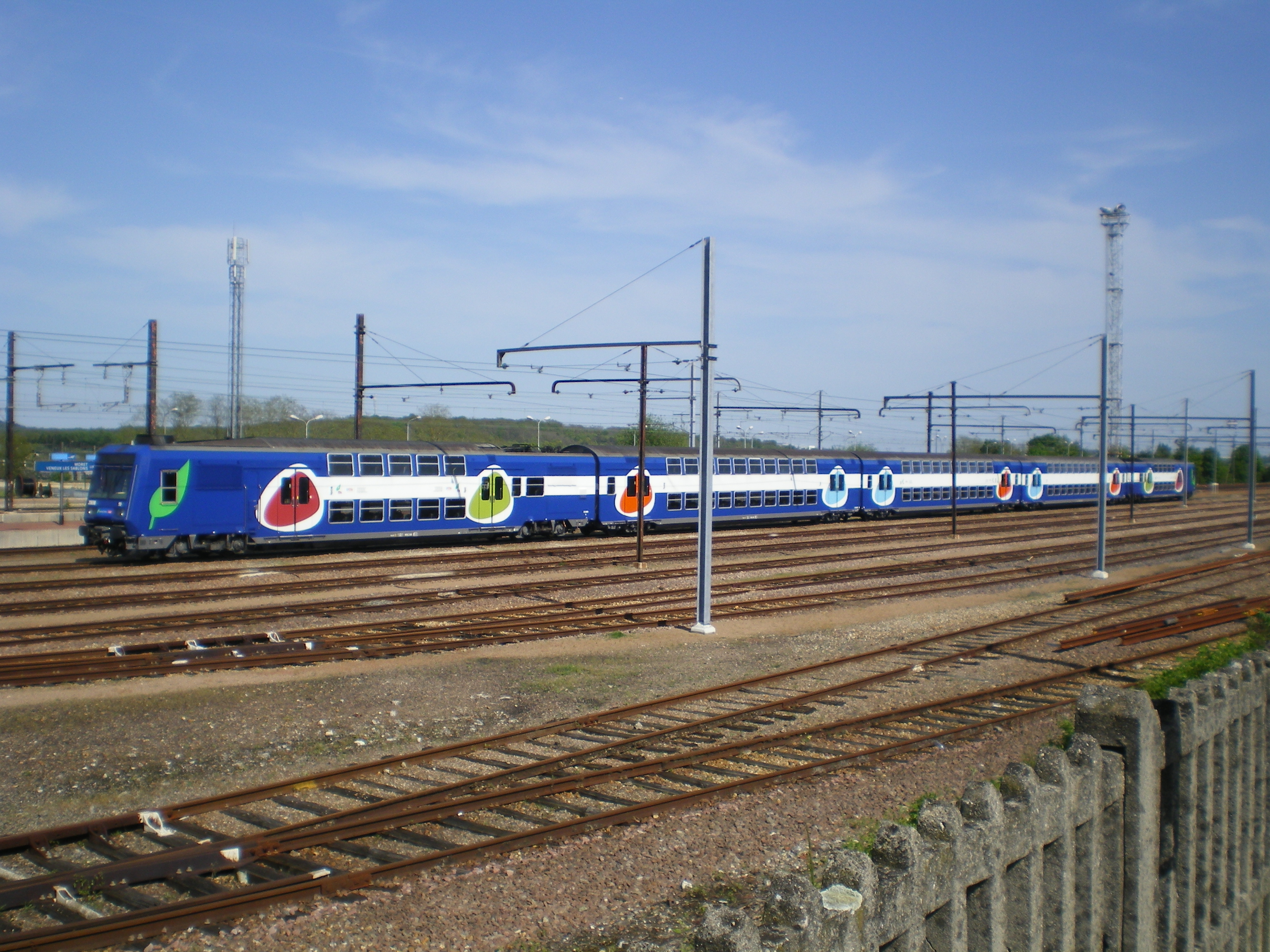
De Z 20698 is verbouwd en rijdt in Moret-sur-Loing, (Seine-et-Marne)
- Passage van de Z 20677-78 in Moret-sur-Loing (Seine-et-Marne).
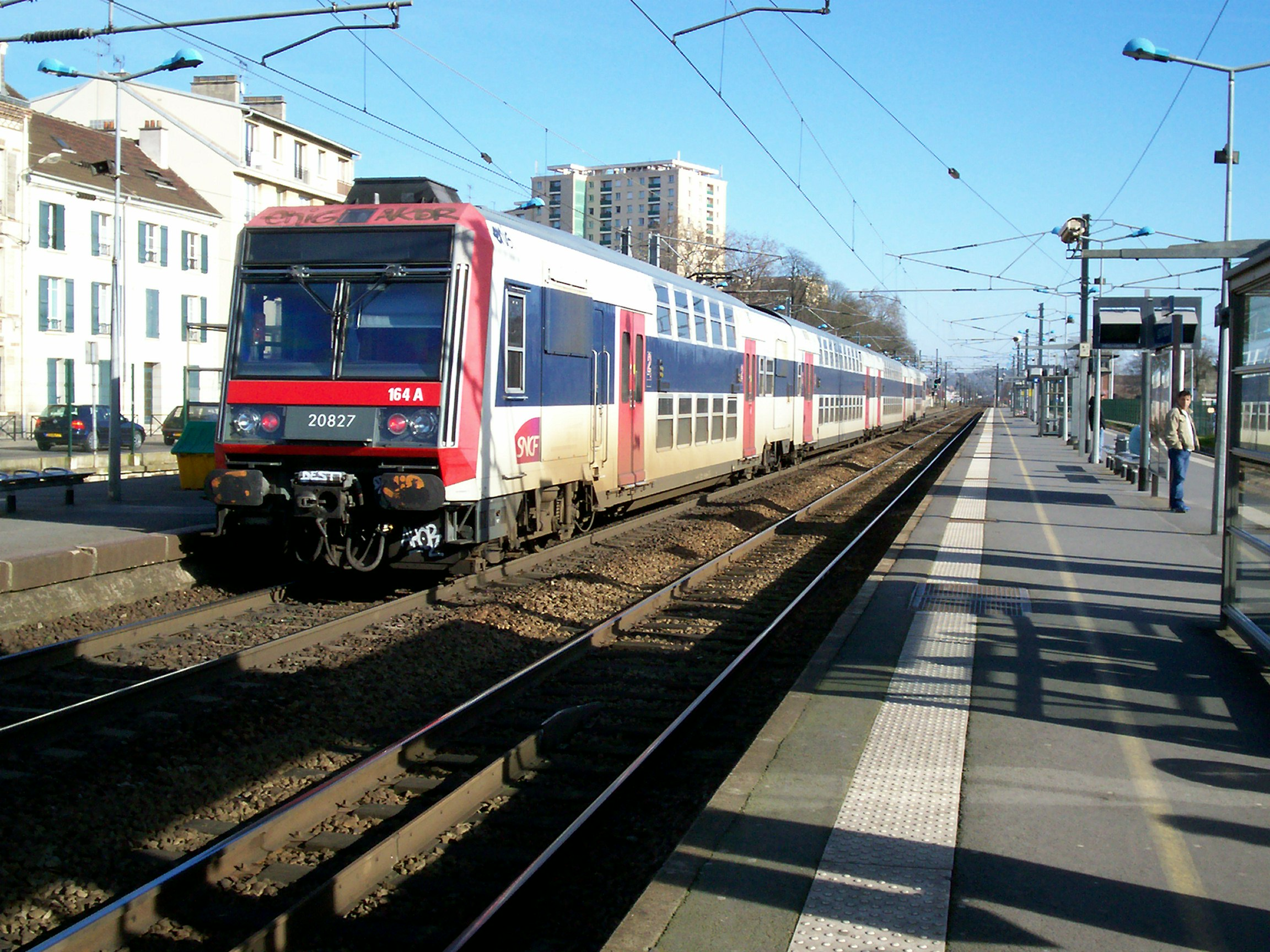
Treinstel in Thorigny-sur-Marne in de richting van Meaux, missienaam 'MERI' op lijn P van de Transilien.
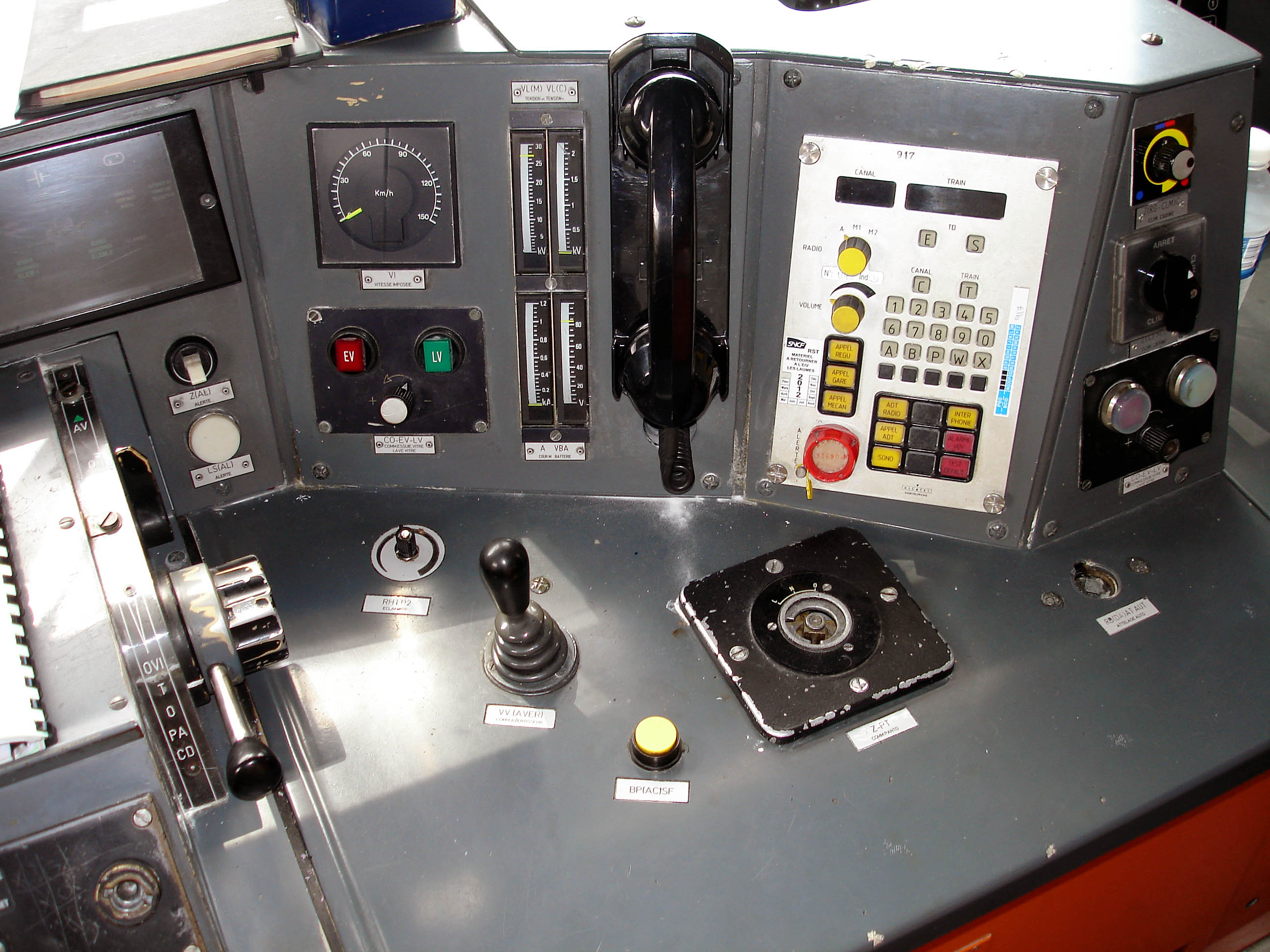
Stuurpost